# Elezioni federali in Svizzera del 1848
Le elezioni federali del 1848 si sono tenute in Svizzera tra il 1 e il 27 ottobre 1848. La Sinistra Radicale è emerso come il più grande gruppo, vincendo 79 dei 111 seggi del Consiglio nazionale.

## Sistema elettorale
I 111 membri del Consiglio nazionale sono stati eletti da 52 mono e multi-membri circoscrizioni. In sei cantoni (Appenzello Interno, Appenzello Esterno, Glarona, Nidvaldo, Obvaldo e Uri), i membri del Consiglio nazionale sono stati eletti dalla Landsgemeinde.

## Risultati
| Sinistra Radicale      | 58%   | 79  |
| Liberali Moderati      | 16,9% | 77  |
| Cattolici Conservatori | 11,6% | 10  |
| Destra Evangelica      | 8,6%  | 5   |
| Sinistra Democratica   | 4,3%  | 6   |
| Voti totali            | 100%  | 111 |